# Europamästerskapen i judo 1971
Europamästerskapen i judo 1971 var den tjugonde upplagan av EM i judo och arrangerades i Göteborg den 20-23 maj 1971. Tävlingarna hölls den 21-22 maj i Frölundaborg och hölls i sex individuella viktklasser och en separat lagtävling. Tävlingen arrangerades av en EM-kommitté, bestående av Stig-Arne Bäckström från Göteborgs Judoklubb tillsammans med Karl Wöst och Rune Berndtsson från Judoklubben Budo. Under förberedandet av EM i Göteborg så genomförde EM-kommittén ett besök på EM i Östberlin 1970. Sverige nådde inte några medaljframgångar i detta EM, men vann tre matcher, en match i lagtävlingen och två matcher i separata viktklasser i den individuella tävlingen.

## Medaljfördelning

### Herrar, individuellt
| Event       | Guld                 | Silver                | Brons                            |
| 63 kg       | Jean-Jacques Mounier | Shengeli Pitskhelauri | Ferenc Szabó Karl-Heinz Werner   |
| 70 kg       | Rudolf Hendel        | Antoni Zajkowski      | Pierre Guichard Valery Dvoinikov |
| 80 kg       | Guy Auffray          | Guram Gogolauri       | Brian Jacks Patrick Clement      |
| 93 kg       | Helmut Howiller      | Vladimir Pokataev     | Ernst Eugster Peter Snijders     |
| 93+ kg      | Willem Ruska         | Valentin Gutsu        | Alfred Meier Givi Onashvili      |
| Öppen klass | Vitaly Kuznetsov     | Santiago Ojeda        | Henk Kruys Reinhard Otto         |

### Lagtävling
| Event | Guld                                                                                    | Silver                                                                                    | Brons |
| Lag   | Storbritannien David Lawrence Edward Cassidy David Starbrook Keith Remfry Angelo Parisi | Nederländerna Jan Gietelinck Eddy van der Poel Martin Poglajen Ernst Eugster Willem Ruska | Sovjetunionen Shengeli Pitskhelauri Valeriy Dvoynikov Guram Gogolauri Vladimir Pokatayev Valentin Gutsu Vitali Kuznetsov Frankrike Jean-Jacques Mounier Pierre Guichard Guy Auffray Pierre Albertini Jean-Claude Brondani François Besson |

### Medaljtabell
| Pl.    | Nation         | Guld | Silver | Brons | Totalt |
| ------ | -------------- | ---- | ------ | ----- | ------ |
| 1      | Frankrike      | 2    | 0      | 2     | 4      |
| 2      | Östtyskland    | 2    | 0      | 1     | 3      |
| 3      | Sovjetunionen  | 1    | 4      | 2     | 7      |
| 4      | Nederländerna  | 1    | 0      | 3     | 4      |
| 5      | Polen          | 0    | 1      | 0     | 1      |
| 5      | Spanien        | 0    | 1      | 0     | 1      |
| 7      | Västtyskland   | 0    | 0      | 2     | 2      |
| 8      | Storbritannien | 0    | 0      | 1     | 1      |
| 8      | Ungern         | 0    | 0      | 1     | 1      |
| Totalt | Totalt         | 6    | 6      | 12    | 24     |